# Oksana Masters
Oksana Masters (ur. 19 czerwca 1989 w Chmielnickim) – amerykańska niepełnosprawna sportsmenka, paraolimpijka.

## Życiorys
Urodzona 19 czerwca 1989 r. w Chmielnickim. Miała silnie zdeformowane ciało, m.in. nieprawidłowo rozwinięte kości nóg, jedną nogę krótszą o sześć centymetrów, sześć zrośniętych palców u każdej z nóg, brak kciuków i zrośnięte wszystkie pozostałe palce u rąk oraz tylko jedną nerkę. Jej matka prawdopodobnie została napromieniowana trzy lata wcześniej wskutek wybuchu reaktora elektrowni w Czarnobylu. Wkrótce po urodzeniu, ze względu na liczne wady rozwojowe, matka oddała ją do adopcji. Przebywała kolejno w trzech domach dziecka; w tym czasie cierpiała głód oraz była wykorzystywana seksualnie i dręczona psychicznie.
Adoptowana w wieku siedmiu lat przez logopedę prof. Gay Masters, która walczyła o jej adopcję przez dwa lata. Początkowo mieszkała w Buffalo, a potem przeniosła się do Louisville. Od czasu przybycia do USA przechodziła rehabilitację, co nie pomogło uniknąć amputacji obu nóg. W szkole, w wieku 13 lat, zaczęła trenować wioślarstwo, a w 2011 r. poznała byłego żołnierza Roba Jonesa, który wsławił się przebiegnięciem 31 maratonów na protezach w 31 dni, i wraz z nim zaczęła trenować do igrzysk paraolimpijskich w 2012 roku. W 2008 r. ukończyła liceum Atherton High School w Louisville.
Ostatecznie na igrzyskach zdobyła w wioślarstwie brązowy medal. Wkrótce potem wykryto u niej zwyrodnienie uniemożliwiające uprawianie wioślarstwa, w związku z czym zaczęła trenować narciarstwo biegowe na przystosowanym dla niej sprzęcie. Jako pierwsza reprezentantka Stanów Zjednoczonych została mistrzem świata w biegach narciarskich, a następnie wywalczyła srebrny (bieg długodystansowy w stylu dowolnym) i brązowy (bieg średniodystansowy stylem klasycznym) medal na igrzyskach paraolimpijskich w Soczi w 2014 roku. Na letnich igrzyskach w Rio de Janeiro w 2016 r. zajęła czwarte miejsce w kolarstwie ręcznym, a w trakcie igrzysk w Pjongczangu w 2018 r. zdobyła srebrny medal w biathlonie.